# The Tragedy of Youth
The Tragedy of Youth è un film muto del 1928 diretto da George Archainbaud. La sceneggiatura di Olga Printzlau si basa su un soggetto scritto per lo schermo di Albert Shelby Le Vino. Prodotto da John M. Stahl per la Tiffany-Stahl Productions, il film aveva come interpreti Patsy Ruth Miller, Warner Baxter, William Collier Jr., Claire McDowell, Harvey Clark, Margaret Quimby, Billie Bennett e Stepin Fetchit.

## Trama
Paula Wayne, giovane sposina, viene trascurata dal marito Dick, che preferisce dedicarsi piuttosto alla sua passione per il bowling. Lei, allora, trova consolazione in Frank Gordon. Ma la loro relazione finisce quando Dick, che ha scoperto la cosa, inscena un falso suicidio. Sgomenta, Paula accetta di riconciliarsi con il marito. Frank, allora, parte per un viaggio oltre oceano che, però, si rivela un disastro. Riesce a sopravvivere e torna a casa dove si riunisce all'amata.

## Produzione
Il film fu prodotto dalla Tiffany-Stahl Productions.

## Distribuzione
Il copyright del film, richiesto dalla Tiffany, fu registrato il 10 febbraio 1928 con il numero LP24973.
Distribuito dalla Tiffany Productions, il film uscì nelle sale statunitensi il 15 gennaio o il 1º marzo 1928. In Finlandia, fu distribuito il 2 settembre 1929; in Brasile, prese il titolo A Tragédia da Mocidade.
Non si conoscono copie ancora esistenti della pellicola che viene considerata presumibilmente perduta.